# Virola micrantha
Virola micrantha är en tvåhjärtbladig växtart som beskrevs av A. C. Smith. Virola micrantha ingår i släktet Virola och familjen Myristicaceae. Inga underarter finns listade i Catalogue of Life.